# Красне (Кімрський район)
Красне (рос. Красное) — село в Кімрському районі Тверської області Російської Федерації.
Населення становить 137 осіб. Входить до складу муніципального утворення Красновське сільське поселення.

## Історія
Від 2005 року входить до складу муніципального утворення Красновське сільське поселення.

## Населення
| 1859 | 1887 | 1920 | 1997 | 2002 | 2010 |
| ---- | ---- | ---- | ---- | ---- | ---- |
| 222  | ↗238 | ↗376 | ↘186 | ↘146 | ↘137 |